# Morton (Misisipi)
Morton es una ciudad del Condado de Scott, Misisipi, Estados Unidos. Según el censo de 2000 tenía una población de 3.482 habitantes y una densidad de población de 200.1 hab/km².

## Demografía
Según el censo de 2000, había 3.482 personas, 1.197 hogares y 852 familias residiendo en la localidad. La densidad de población era de 200,1 hab./km². Había 1.289 viviendas con una densidad media de 74,1 viviendas/km². El 54,85% de los habitantes eran blancos, el 38,37% afroamericanos, el 0,14% amerindios, el 0,11% asiáticos, el 0,03% isleños del Pacífico, el 5,89% de otras razas y el 0,60% pertenecía a dos o más razas. El 13,04% de la población eran hispanos o latinos de cualquier raza.
Según el censo, de los 1.197 hogares en el 35,1% había menores de 18 años, el 43,3% pertenecía a parejas casadas, el 21,5% tenía a una mujer como cabeza de familia y el 28,8% no eran familias. El 24,5% de los hogares estaba compuesto por un único individuo y el 10,4% pertenecía a alguien mayor de 65 años viviendo solo. El tamaño promedio de los hogares era de 2,78 personas y el de las familias de 3,26.
La población estaba distribuida en un 27,8% de habitantes menores de 18 años, un 10,0% entre 18 y 24 años, un 26,5% de 25 a 44, un 21,2% de 45 a 64 y un 14,5% de 65 años o mayores. La media de edad era 35 años. Por cada 100 mujeres había 89,3 hombres. Por cada 100 mujeres de 18 años o más, había 82,7 hombres.
Los ingresos medios por hogar en la localidad eran de 25.491 dólares ($) y los ingresos medios por familia eran 31.161 $. Los hombres tenían unos ingresos medios de 26.649 $ frente a los 16.731 $ para las mujeres. La renta per cápita para la ciudad era de 12.556 $. El 24,6% de la población y el 18,9% de las familias estaban por debajo del umbral de pobreza. El 32,5% de los menores de 18 años y el 22,4% de los habitantes de 65 años o más vivían por debajo del umbral de pobreza.

## Geografía
Según la Oficina del Censo de los Estados Unidos, Morton tiene un área total de 17,5 km² de los cuales 17,4 km² corresponden a tierra firme y 0,1 km² a agua. El porcentaje total de superficie con agua es 0,59%.